# Loučka (přítok Morávky)
Potok Loučka je levostranný přítok Morávky v okresech Olomouc a Přerov v Olomouckém kraji. Délka toku činí 11,8 km. Plocha povodí měří 31,3 km².

## Průběh toku
Potok pramení pod vesnicí Přestavlky a teče přes les Chlum. Leží na ni dva rybníky (Přestavlcký a Krčmaňský). Loučka protéká obcí Krčmaň a u Citova se vlévá do Morávky.